# ژنرال گرات-روکی
ژنرال گرات-روکی (به انگلیسی: General Grot-Rowecki) یک کشتی است که طول آن ۱۹۹ متر (۶۵۳ فوت) می‌باشد. این کشتی در سال ۱۹۸۵ ساخته شد.